# 龙山遗址
龙山遗址，位于中国青海省湟源县申中乡卡路村，为第六批青海省文物保护单位，公布日期为1998年12月22日，类型为古遗址。
龙山遗址的历史年代为青铜时代。